# Envoi de Rome
L'envoi de Rome est l'exercice des titulaires des prix de Rome lors de leur séjour italien au sein de l'Académie de France à Rome. 

## Envois de Rome en architecture et archéologie
Ce travail a été rendu obligatoire à partir du règlement de 1778. Chaque pensionnaire était tenu d'envoyer annuellement une œuvre à Paris, qui faisait une évaluation du travail réalisé. 
Rendu obligatoire par le règlement de 1778, l'envoi avait existé précédemment, à l'initiative de pensionnaires comme Jacques-Germain Soufflot, Charles De Wailly, Charles-Louis Clérisseau, Jacques Gondouin, Pierre-Adrien Pâris ou Louis-Jean Desprez, qui avaient rapporté de leur séjour à Rome des dessins de monuments antiques et modernes. Déjà, en 1669, Jean-Baptiste Colbert avait demandé au premier architecte pensionnaire de l'Académie de France à Rome, Augustin-Charles d'Aviler, d'étudier l'alimentation de Rome en eau tant à l'époque antique qu'à l'époque moderne.
Les envois de Rome pouvaient être de trois types : 
- projets ;
- relevés de monuments antiques ;
- relevés de monuments modernes.

### Projets
Parmi les projets, on peut noter ceux de Mathurin Cherpitel pour un « projet de palais pour placer les Beaux-Arts » en 1760, et d'un « pont triomphal » en 1763. D'autres pensionnaires ont construit des bâtiments à Rome comme Gabriel Pierre Martin Dumont qui a construit en 1746 un palais pour le consul de France, ou Antoine Derizet qui a travaillé sur le chœur de l'église Saint-Louis-des-Français de Rome et a réalisé l'église Santissimo Nome di Maria al Foro Traiano.

### Relevés des monuments antiques
Le premier relevé d'un monument antique est fait en 1679 par Antoine Desgodets qui n'était pas pensionnaire comme il n'indique dans la préface de son ouvrage Les édifices antiques de Rome : dessinés et mesurés très exactement paru en 1682. Le relevé des monuments antiques a été repris vingt ans plus tard par Gilles-Marie Oppenord.

### Relevés des monuments modernes
Ces relevés concernent les monuments de la Renaissance, l'architecture baroque et les bâtiments du XVIIIe siècle. Pour les monuments de la Renaissance, le premier à être relevé est la basilique Saint-Pierre de Rome puis ceux du Vatican : Jules Michel Alexandre Hardouin dessine en 1705 le tabernacle du Bernin dans la chapelle du Saint-Sacrement et les Loges de Raphaël, Pierre Coustillier relève la basilique en 1735, Jean-Jacques Huvé et Pierre-Adrien Pâris relèvent la bibliothèque vaticane en 1774. 
Le palais Farnèse de Rome, celui de Caprarola sont relevés par Augustin-Charles d'Aviler en 1679, Gilles-Marie Oppenord en 1694, François-Jacques Delannoy en 1782.
Nicolas Besnier relève la chapelle des Strozzi dans l'église Sant'Andrea della Valle en 1709. Gilles-Marie Oppenord avait relevé le plan et l'élévation de cette église en 1697 qui avait dessiné le plan de la basilique Saint-Jean-de-Latran en 1695.
Peu de bâtiments du XVIIe siècle ont été relevés.
En 1787, dans Vies des fameux architectes depuis la renaissance des arts : avec la description de leurs ouvrages, tome 1, p. XXVI, Antoine Nicolas Dezallier d'Argenville a regretté que les pensionnaires aient relevé essentiellement des bâtiments modernes.

## Envois de Rome en peinture et en sculpture
L'État offre à tous les artistes, peintre ou sculpteur, ayant remporté un grand prix de Rome une résidence d’une durée de quatre à cinq années à la villa Médicis. Pendant son temps de résidence à la villa il lui est demandé d'exécuter des œuvres, dont le programme est fixé par l’Académie des beaux-arts qui doivent être soumises à son examen après avoir été exposées à Rome puis présentées au public de Paris.